# Sci alpino ai XVII Giochi olimpici invernali - Supergigante maschile
Tra le competizioni dello sci alpino ai XVII Giochi olimpici invernali di Lillehammer 1994 il supergigante maschile si disputò giovedì 17 febbraio sulla pista Olympiabakken di Kvitfjell; il tedesco Markus Wasmeier vinse la medaglia d'oro, lo statunitense Tommy Moe quella d'argento e il norvegese Kjetil André Aamodt quella di bronzo.
Detentore uscente del titolo era Aamodt, che aveva vinto la gara dei XVI Giochi olimpici invernali di Albertville 1992 disputata sul tracciato di Val-d'Isère precedendo il lussemburghese Marc Girardelli (medaglia d'argento) e il norvegese Jan Einar Thorsen (medaglia di bronzo); il campione mondiale in carica era l'austriaco Stephan Eberharter, vincitore a Saalbach-Hinterglemm 1991 davanti a Aamodt e al francese Franck Piccard.

## Risultati
| Pos. | Pett. | Atleta                 | Nazione       | Tempo   | Distacco |
| ---- | ----- | ---------------------- | ------------- | ------- | -------- |
| 1    | 4     | Markus Wasmeier        | Germania      | 1:32,53 |          |
| 2    | 3     | Tommy Moe              | Stati Uniti   | 1:32,61 | +0,08    |
| 3    | 8     | Kjetil André Aamodt    | Norvegia      | 1:32,93 | +0,40    |
| 4    | 9     | Marc Girardelli        | Lussemburgo   | 1:33,07 | +0,54    |
| 5    | 11    | Werner Perathoner      | Italia        | 1:33,10 | +0,57    |
| 6    | 1     | Atle Skårdal           | Norvegia      | 1:33,31 | +0,78    |
| 7    | 6     | Jan Einar Thorsen      | Norvegia      | 1:33,37 | +0,84    |
| 8    | 30    | Luc Alphand            | Francia       | 1:33,39 | +0,86    |
| 9    | 5     | Günther Mader          | Austria       | 1:33,50 | +0,97    |
| 10   | 7     | Marco Hangl            | Svizzera      | 1:33,75 | +1,22    |
| 11   | 15    | Armin Assinger         | Austria       | 1:33,84 | +1,31    |
| 12   | 12    | Lasse Kjus             | Norvegia      | 1:34,02 | +1,49    |
| 13   | 19    | Janne Leskinen         | Finlandia     | 1:34,09 | +1,56    |
| 14   | 29    | Paul Accola            | Svizzera      | 1:34,37 | +1,84    |
| 15   | 20    | Peter Runggaldier      | Italia        | 1:34,44 | +1,91    |
| 16   | 31    | Pietro Vitalini        | Italia        | 1:34,46 | +1,93    |
| 17   | 18    | Christophe Plé         | Francia       | 1:34,50 | +1,97    |
| 18   | 27    | Patrik Järbyn          | Svezia        | 1:34,51 | +1,98    |
| 19   | 22    | Tobias Hellman         | Svezia        | 1:34,59 | +2,06    |
| 20   | 10    | Hans Knauß             | Austria       | 1:34,65 | +2,12    |
| 21   | 28    | Hansjörg Tauscher      | Germania      | 1:34,71 | +2,18    |
| 22   | 32    | Miran Ravter           | Slovenia      | 1:34,73 | +2,20    |
| 23   | 17    | Franck Piccard         | Francia       | 1:34,75 | +2,22    |
| 24   | 23    | Cary Mullen            | Canada        | 1:34,84 | +2,31    |
| 25   | 16    | Fredrik Nyberg         | Svezia        | 1:34,96 | +2,43    |
| 26   | 54    | Brian Stemmle          | Canada        | 1:34,99 | +2,46    |
| 27   | 35    | Daniel Vogt            | Liechtenstein | 1:35,08 | +2,55    |
| 28   | 45    | Mitja Kunc             | Slovenia      | 1:35,15 | +2,62    |
| 29   | 21    | Jernej Koblar          | Slovenia      | 1:35,16 | +2,63    |
| 30   | 46    | Andrej Filičkin        | Russia        | 1:35,26 | +2,73    |
| 31   | 40    | Nicolas Burtin         | Francia       | 1:35,28 | +2,75    |
| 32   | 38    | Marco Büchel           | Liechtenstein | 1:35,78 | +3,25    |
| 33   | 36    | Kiminobu Kimura        | Giappone      | 1:36,38 | +3,85    |
| 34   | 53    | Vasilij Bezsmel'nicyn  | Russia        | 1:36,50 | +3,97    |
| 35   | 62    | Ljubomir Popov         | Bulgaria      | 1:37,01 | +4,48    |
| 36   | 66    | Luis Alberto Cristóbal | Spagna        | 1:37,31 | +4,78    |
| 37   | 43    | Anthony Huguet         | Australia     | 1:37,44 | +4,91    |
| 38   | 48    | Xavier Ubeira          | Spagna        | 1:37,60 | +5,07    |
| 39   | 59    | Vicente Tomás          | Spagna        | 1:38,02 | +5,49    |
| 40   | 51    | Mika Marila            | Finlandia     | 1:38,14 | +5,61    |
| 41   | 65    | Vedran Pavlek          | Croazia       | 1:38,51 | +5,98    |
| 42   | 61    | Marcin Szafrański      | Polonia       | 1:38,54 | +6,01    |
| 43   | 60    | Víctor Gómez           | Andorra       | 1:38,64 | +6,11    |
| 44   | 49    | Gerard Escoda          | Andorra       | 1:38,77 | +6,24    |
| 45   | 50    | Attila Bónis           | Ungheria      | 1:38,83 | +6,30    |
| 46   | 58    | Ramón Rossell          | Andorra       | 1:40,25 | +7,72    |
| 47   | 63    | Alexis Racloz          | Cile          | 1:41,12 | +8,59    |
| 48   | 68    | Gáston Begue           | Argentina     | 1:41,21 | +8,68    |
|      | 2     | Daniel Mahrer          | Svizzera      | DNF     | DNF      |
|      | 13    | Hannes Trinkl          | Austria       | DNF     | DNF      |
|      | 14    | William Besse          | Svizzera      | DNF     | DNF      |
|      | 24    | Tobias Barnerssoi      | Germania      | DNF     | DNF      |
|      | 26    | Alessandro Fattori     | Italia        | DNF     | DNF      |
|      | 34    | Achim Vogt             | Liechtenstein | DNF     | DNF      |
|      | 37    | Jürgen Hasler          | Liechtenstein | DNF     | DNF      |
|      | 39    | Chad Fleischer         | Stati Uniti   | DNF     | DNF      |
|      | 41    | Ralf Socher            | Canada        | DNF     | DNF      |
|      | 42    | Graham Bell            | Regno Unito   | DNF     | DNF      |
|      | 44    | Ed Podivinsky          | Canada        | DNF     | DNF      |
|      | 47    | Georges Mendes         | Portogallo    | DNF     | DNF      |
|      | 52    | Nils Linneberg         | Cile          | DNF     | DNF      |
|      | 55    | Simon Wi Rutene        | Nuova Zelanda | DNF     | DNF      |
|      | 56    | Federico van Ditmar    | Argentina     | DNF     | DNF      |
|      | 57    | Santi López            | Andorra       | DNF     | DNF      |
|      | 64    | Spencer Pession        | Regno Unito   | DNF     | DNF      |
|      | 67    | Carlos Manuel Bustos   | Argentina     | DNF     | DNF      |
|      | 69    | Julien Castellini      | Monaco        | DNF     | DNF      |
|      | 25    | Kyle Rasmussen         | Stati Uniti   | DSQ     | DSQ      |
|      | 33    | A J Kitt               | Stati Uniti   | DSQ     | DSQ      |

Legenda:

DNF = prova non completata

DSQ = squalificato

Pos. = posizione

Pett. = pettorale
Ore: 11.00 (UTC+1)

Pista: Olympiabakken

Partenza: 823 m s.l.m.

Arrivo: 182 m s.l.m.

Lunghezza: 2 574 m

Dislivello: 641 m

Porte: 41

Tracciatore: Bill Egan (Stati Uniti)